# Église Saint-Génitour du Blanc
Pour les articles homonymes, voir Église Saint-Génitour et Saint Génitour.
Ne doit pas être confondu avec Église Saint-Cyran du Blanc.
L'église Saint-Génitour du Blanc est une église catholique française. Elle est située sur le territoire de la commune du Blanc, dans le département de l'Indre, en région Centre-Val de Loire.

## Situation
L'église se trouve dans la commune du Blanc, au sud-ouest du département de l'Indre, en région Centre-Val de Loire. Elle est située dans la région naturelle du Blancois. L'église dépend de l'archidiocèse de Bourges, du doyenné du Val de Creuse et de la paroisse du Blanc.

## Histoire
L'église fut construite entre le XIIe siècle et le XVIIe siècle. L'édifice est classé au titre des monuments historiques, le 7 janvier 1930.